# Meriteri
El meriteri (Moeritherium, ‘bèstia del Meris’) és un gènere extint de proboscidi de la família dels meritèrids (Moeritheriidae) que visqué a Àfrica entre l'Eocè superior i l'Oligocè inferior. Feien uns setanta centímetres d'alçada i uns tres metres de longitud. Era un parent dels elefants i els sirenis.